# Тайрелл Біггс
Тайрелл Біггс (англ. Tyrell Biggs; нар. 22 грудня 1960, Філадельфія) — американський професійний боксер, чемпіон Олімпійських ігор і чемпіон світу серед аматорів.

## Аматорська кар'єра
1981 року Тайрелл Біггс став чемпіоном США. На чемпіонаті світу 1982 завоював золоту медаль.
- В 1/8 фіналу переміг Ференца Сомоді (Угорщина) — 5-0
- У чвертьфіналі переміг Валерія Абаджяна (СРСР) — 4-1
- У півфіналі переміг Петера Гуссінга (ФРН) — 5-0
- У фіналі переміг Франческо Даміані (Італія) — 4-1

На Панамериканських іграх 1983 провів лише один бій, програвши у півфіналі Хорхе Луїс Гонсалесу (Куба) — 2-3.
На Олімпійських іграх 1984 завоював золоту медаль.
- В 1/8 фіналу переміг Ісаака Баррієнтоса (Пуерто-Рико) — 5-0
- У чвертьфіналі переміг Леннокса Льюїса (Канада) — 5-0
- У півфіналі переміг Азіза Саліху (Югославія) — 5-0
- У фіналі переміг Франческо Даміані (Італія) — 4-1

## Професіональна кар'єра
Дебютував на профірингу у листопаді 1984 року. Здобув п'ятнадцять перемог поспіль.
16 жовтня 1987 року вийшов на бій проти чемпіона світу за версією IBF, WBA і WBC у важкій вазі Майка Тайсона (США). Біггс намагався перебоксувати Тайсона, використовуючи джеб і рух. Але Тайсон здобув перемогу технічним нокаутом в сьомому раунді.
В наступному бою 29 жовтня 1988 року у Мілані вийшов на бій проти давнього знайомого — італійця Франческо Даміані і зазнав поразки технічним нокаутом в п'ятому раунді.
До завершення виступів провів ще 23 боя, з яких програв в семи, у тому числі Гері Мейсону (Велика Британія), Ріддіку Боуї (США), Ленноксу Льюїсу (Велика Британія), Тоні Таббсу (США), Ларрі Дональду (США).